# متیونین
متیونین (Met) (‎/mɪˈθaɪəniːn/‎) یکی از اسیدهای آمینه مهم در جیره غذایی دام، طیور و شیلات است که در تبدیل مواد غذایی به پروتئین و در نتیجه سرعت وزن‌گیری، سلامت و ایمنی بدن آن‌ها و پر درآوردن مجدد در طیور، پس از تولک‌روی (ریخته شدن پرها) تأثیرگذار است.
متیونین یکی از مهمترین جیره‌های وارداتی خوراک طیور و دام است که می‌تواند قیمت گوشت و محصولات پروتئینی در سبد غذایی مردم را تحت تأثیر قرار دهد. مصرف این ماده در منطقه غرب آسیا و شمال آفریقا طی سال‌های ۲۰۰۰ تا ۲۰۲۰ از ۲ به بیش از ۵۵ هزار تن افزایش یافته که این افزایش ناگهانی و بسیار فراتر از نرخ رشد جمعیت، ناشی از تغییر سبک دامپروری، به ویژه در طیور از سیستم پرورش سنتی و مبتنی بر مرتع و چراگاه طبیعی به سیستم‌های بسته و صنعتی و تغییر جیره غذایی از جو و گندم به ذرت است.
میزان مصرف متیونین در جیره غذایی حیوانات نظیر مرغ تخم‌گذار و گوشتی، دام و شیلات متغیر است. به‌طور مثال میزان مصرف متیونین در طیور (مرغ تخم‌گذار) در از بدو تولد تا ۶ هفتگی، از هفته ششم تا چهاردهم و از هفته چهاردهم تا بیستم، به ترتیب ۰٫۳، ۰٫۲۵ و ۰٫۳۲ درصد از کل وزن جیره پرنده را تشکیل می‌دهد.
همچنین در مرغ مادرگوشتی به میزان ۵۲۰ میلی‌گرم در روز می‌باشد.
آمار تولید و مصرف
حدود ۹۰ درصد از متیونین دنیا به عنوان خوراک دام، ۵ درصد صنایع غذایی، ۳ درصد صنایع دارویی استفاده می‌شود. میزان تولید این محصول در سال ۲۰۲۰ حدود ۲٫۵ میلیون تن به ارزش ۶٫۳ میلیارد دلار بوده‌است. در نمودار ذیل سهم مصرف متیونین در دنیا را نشان می‌دهد.
بیشترین تولید متیونین در دنیا در اختیار اروپای غربی و بعد از آن کشور آمریکا می‌باشد. در جدول ذیل میزان تولید و مصرف در دنیا را نشان می‌دهد.
بررسی بازار مصرف متیونین در ایران و کشورهای همسایه
فرصت سرمایه‌گذاری احداث واحد پتروشیمی تولید متیونین در ایران
حجم واردات متیونین هرکدام از دو کشور همسایه ما یعنی پاکستان و ترکیه مشابه ایران بوده و همچنین می‌توان بازار مناسبی در هند، روسیه و کشورهای آسیای میانه برای صادرات آن متصور بود. در نمودار زیر، کشورهای مستعد برای بازاریابی متیونین تولید ایران با علامت پیکان قرمز متمایز شده‌اند. با توجه به نیاز بالقوه داخل و بازار مستعد صادراتی، ایجاد ظرفیت تولید متیونین به میزان ۱۰۰ هزار تن در سال مناسب و دست‌یافتنی است. از همین رو به نظر می‌رسد یک سرمایه‌گذاری پربازده و جذاب در حوزه پتروشیمی و صنایع شیمیایی احداث یک واحد تولید متیونین در ایران است، چراکه تمام مواد اولیه تولید آن یعنی پروپیلن، هیدروژن سولفید، متانول، آمونیاک و گاز متان در کشور به فراوانی موجود است. مطالعه‌های اقتصادی در این زمینه نشان می‌دهد سرمایه‌گذاری لازم برای احداث چنین واحدی مطابق با میانگین سرمایه‌گذاری‌های صورت‌گرفته در واحدهای مشابه بین‌المللی در حدود ۵۵ میلیون دلار است و نرخ بازده داخلی (IRR) این واحد در بدبینانه‌ترین سناریوها برابر ۳۵ درصد (ارزی) خواهد بود.
روش‌های تولید متیونین در دنیا
متیونین در دنیا به دو روش بیولوژیک و پتروشیمی تولید می‌شود.
```
روش پتروشیمیایی: حدود ۷۰ درصد متیونین دنیا به روش پتروشیمیایی تولید می‌شود. مهمترین شرکت‌های تولیدکننده این محصول، شرکت Degussa (کشور آلمان)، شرکت ADISSEO (کشور فرانسه)، شرکت NIPPON SODA و SUMITOMO CHEMICAL (کشور ژاپن)، شرکت Novus International (کشور آمریکا) و البته شرکت‌های متنوعی در کشور چین می‌باشند. در این روش، متیونین از واکنش آکرولین، متیل مرکاپتان و 
هیدروژن سیانید
 تولید می‌شود. به این شیوه که (مطابق شکل زیر) ایتدا در ترکیب متیل مرکاپتان و آکرولئین ماده واسطه متیل مرکاپتان پروپان‌آلدهید (MMP) تولید می‌شود و سپس ماحصل واکنش این ماده با هیدروژن سیانید، متیونین خواهد بود. در شکل ذیل شماتیک تولید متیونین و موازنه وزنی مواد اولیه به ازای ۱ تن متیونین به روش پتروشیمی را نشان می‌دهد.
```